# C/1132 T1
C/1132 T1 è una cometa non periodica che poté essere vista ad occhio nudo nel 1132, quando arrivò al suo perielio, a una distanza di circa 110 milioni di km, ossia circa 0,736 au, dal Sole. A causa della sua eccezionale luminosità, è annoverata tra le "Grandi Comete" ed è spesso indicata come "Grande cometa del 1132".

## Osservazione
La cronaca cinese nota come Jīn Shǐ, risalente alla prima metà del XIII secolo, riporta che il 4 ottobre 1132 fu scoperta una "stella a scopa" (osservando la fotografia di una scopa si può comprendere come gli antichi potessero intravedere nella forma di una cometa quella di tale strumento) nella costellazione dell'Orsa Maggiore. Già il giorno successivo, l'oggetto fu avvistato anche in Giappone e nella penisola coreana, come menzionato nelle cronache Dai Nihonshi, famoso libro di storia giapponese del XVII secolo, e Goryeosa, una registrazione storia del regno coreano di Goryeo risalente alla fine del XIV secolo. Secondo la tradizione giapponese, la cometa, di colore bianco, si trovava probabilmente nell'area delle costellazioni dell'Auriga e della Giraffa, e la sua coda, dell'ampiezza di 3°, era puntata a ovest.
Sempre secondo le fonti sopraccitate, il 7 ottobre, la cometa si era rapidamente mossa attraverso il cielo ed era già nella costellazione dell'Ariete, con la coda diretta a nord-ovest. Mentre i resoconti coreani menzionano solo una coda lunga 3°, quelli giapponesi riportano in corrispondenza di questa data una coda lunga più di 30° e una chioma che emetteva forti raggi luminosi. La cronaca giapponese riporta inoltre che l'8 ottobre la cometa si era spostata più a sud, mentre la coda si era indebolita, raggiungendo un'ampiezza di soli 10° di longitudine. Lo stesso giorno, nel suo Chronicon ex Chronicis, Giovanni di Worcester riporta:
(Giovanni di Worcester : Chronicon ex Chronicis)
Il 9 ottobre la cometa viene nuovamente osservata dagli astronomi cinesi e da quelli giapponesi nella costellazione della Balena e l'ampiezza della sua coda viene stimata in 2-3°. Nei due giorni successivi, i cieli in Giappone sono stati nuvolosi e la cometa è stata osservata l'ultima volta il 12 ottobre. Secondo i testi cinesi, l'ultima loro osservazione della cometa è stata il effettuata il 27 ottobre, probabilmente nel cielo serale.
Un altro rapporto contemporaneo di provenienza tedesca menziona solo molto brevemente l'apparizione di una cometa quell'anno:
(Annales Sancti Blasii a. 932-1143)
In questo caso va comunque detto che il cronista si sbagliò, poiché l'eclissi lunare avvenne nella serata del 3 marzo 1132.

## Orbita
Grazie a studi effettuati già da Sinkiti Ogura nel 1917, su 3 osservazioni condotte in 4 giorni, C/1132 T1 potrebbe aver avuto un'orbita retrograda inclinata di 106°  rispetto all'eclittica e potrebbe essere passata a sole 0,736 unità astronomiche, vale a dire circa 110 milioni di km dal Sole, il 30 agosto 1132, raggiungendo quindi il perielio almeno un mese prima della sua scoperta.  Si ritiene che il suo maggior avvicinamento alla Terra sia avvenuto il 6 ottobre 1132, quando passò a 6,7 milioni di chilometri, circa 0,046 unità astronomiche, dal nostro pianeta, il che la rende una delle 15 comete che si sono avvicinate di più alla Terra in tempi storici.
Considerando che gli astronomi cinesi potrebbero essere stati capaci di osservare la cometa finché questa non ebbe raggiunto valori di magnitudine apparente maggiore di 5, G. Kronk ha stimato che il valore della magnitudine assoluta della cometa sia pari 4,5, il che implica che al momento della sua maggior vicinanza alla Terra, C/1132 T1 abbia raggiunto una magnitudine apparente pari a -2,2.
A causa dei dati iniziali incerti non è possibile affermare se e quando la cometa potrebbe tornare nel sistema solare interno.